# Галиев, Галиб Бариевич
Галиб Бариевич Галиев (род. 20 января 1947, дер. Ахуново Учалинского района Башкирской АССР) — советский и российский инженер, доктор физико-математических наук (2004), заведующий лабораторией «Исследования процессов формирования низкоразмерных электронных систем в наногетероструктурах соединений А3В5» Института сверхвысокочастотной полупроводниковой электроники РАН.

## Биография
1966 г. – окончил с золотой медалью Ахуновскую среднюю школу Учалинского района Башкирской АССР.
1966 – 1973 гг. – студент дневного отделения физико-технического факультета МИЭТ, закончил по специальности автоматика и электроника.
к. ф.-м. н. (1987 г.) – за разработку спектроскопии электроотражения света для прецезионного исследования и контроля параметров полупроводниковых структур.
с. н. с. (1990 г.)
д. ф.-м. н. (2004 г.) – за развитие молекулярно-лучевой эпитаксии низкоразмерных систем на основе гетероструктурных и дельта-легированных квантовых ям на подложках GaAs различной ориентации.

## Научная деятельность
1973–1975 гг. – инженер НИИ физических проблем МЭП СССР, г. Москва, г. Зеленоград.
1975–1990 гг. – инженер, старший инженер, ведущий инженер, с. н. с. НИИ молекулярной электроники МЭП СССР, г. Москва, г. Зеленоград.
1990–2002 гг. – с. н. с., и. о. зав. лаб., зав. лаб. ИРЭ РАН, г. Москва.
с 2003 г. по настоящее время – зав. лаб. ИСВЧПЭ РАН, г. Москва.
Автор более 180 научных работ, 6 авторских свидетельств и 4 патентов.
Соавтор 1 монографии «Наноструктуры в сверхвысокочастотной полупроводниковой электронике» М.: «Техносфера», 2010 г.

Являлся научным руководителем 16-ти дипломников и 3 к.т.н., а в настоящее время является научным руководителем 2-х студентов и 4-х аспирантов.